# 波斯尼亚大屠杀
波斯尼亚大屠杀指的是在1992年至1995年波斯尼亚战争期间，波黑的塞族人在斯雷布雷尼察、热帕两地针对波斯尼亚克人发起的种族清洗，尤其是斯雷布雷尼察大屠杀規模最大。当时在塞族将军拉特科·姆拉迪奇率领下屠杀了8000余名波斯尼亚族穆斯林，并驱逐了25,000—30,000名波斯尼亚族平民。
塞族共和國軍控制地區的種族清洗行為均針對波斯尼亞族及波斯尼亞克族人。該種族清洗行動包括滅絕、非法關押、種族滅絕式強姦、性侵、酷刑、掠奪及毀損公私財產、非法炮擊平民、非法侵佔及掠奪不動產與動產、摧毀住宅與商業設施，以及破壞宗教場所。
1990年代，多國機構確認波斯尼亞塞族軍隊實施的種族清洗構成種族滅絕。此後，聯合國大會決議及德國法院的三項種族滅絕罪判決均確認其定性。2005年，美國國會通過決議，宣布塞爾維亞的侵略政策及種族清洗行為已構成種族滅絕定義的必要條件。